# Arina Hugenholtz

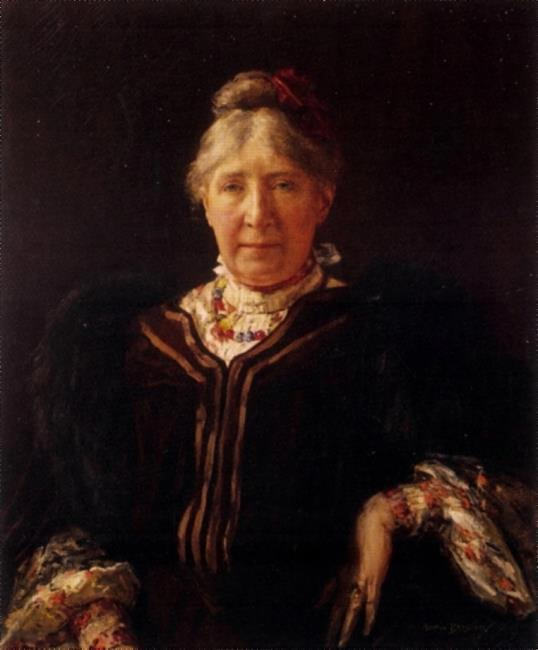
Arina Hugenholtz 1905, Porträt von Martin Borgord

Arina Hugenholtz (* 20. September 1847 in Cillarshoek, Gemeinde Maasdam; † 4. April 1934 in Laren, Provinz Noord-Holland) war eine niederländische Malerin.

## Leben
Arina Hugenholtz wurde 1847 in Cillarshoek geboren. Ihr Vater war dort zu der Zeit Pfarrer. Er verließ die Kirche, ging mit seinen Brüdern nach Amsterdam und gründete dort eine Freie Gemeinde.
Bereits in jungen Jahren begann sie zu malen. Nachdem sie mit ihren Eltern nach Amsterdam gezogen war, erhielt sie zu Hause Zeichenunterricht. Später besuchte sie ein Internat in der Schweiz. Ihr Vater, der eine fröhliche und lebhafte Persönlichkeit war, lernte den eher düsteren Maler Anton Mauve kennen und es entwickelte sich eine Freundschaft. Mauve übte einen großen Einfluss auf Arina Hugenholtz aus, er unterrichtete sie, riet ihr von einem Studium in Paris ab und regte an, dass sie Unterricht bei Bernard Blommers nehmen solle.
Als sie 25 Jahre alt war, wurde sie in die Akademie der bildenden Künste aufgenommen. 1880 zog sie nach Den Haag und bezog dort ein Atelier. Von hier aus arbeitete sie viel in Scheveningen und Katwijk. Einige Zeit verbrachte sie in Paris und ein Jahr in Amerika. Auf Anraten von Mauve reiste sie 1885 nach Laren. Dort lernte sie Het Gooi kennen und zog 1894 endgültig nach Laren, wo sie 1934 im Alter von 86 Jahren verstarb und beigesetzt wurde.

## Werk
Mauves Einfluss ist in den Werken von Arina Hugenholtz klar zu erkennen. Sowohl die Wahl der Motive als auch die Benutzung der Farben zeigt diesen Einfluss. Durch ihre internationalen Kontakte konnte sie zwischen der alten Kunst und den Künstlern der Larener Schule vermitteln. Sie trug damit dazu bei, den Grundstein für den Erfolg dieser Maler zu legen. Ihre Gemälde hängen in vielen Museen, darunter im Singer Museum in Laren und im Frans Hals Museum in Haarlem.

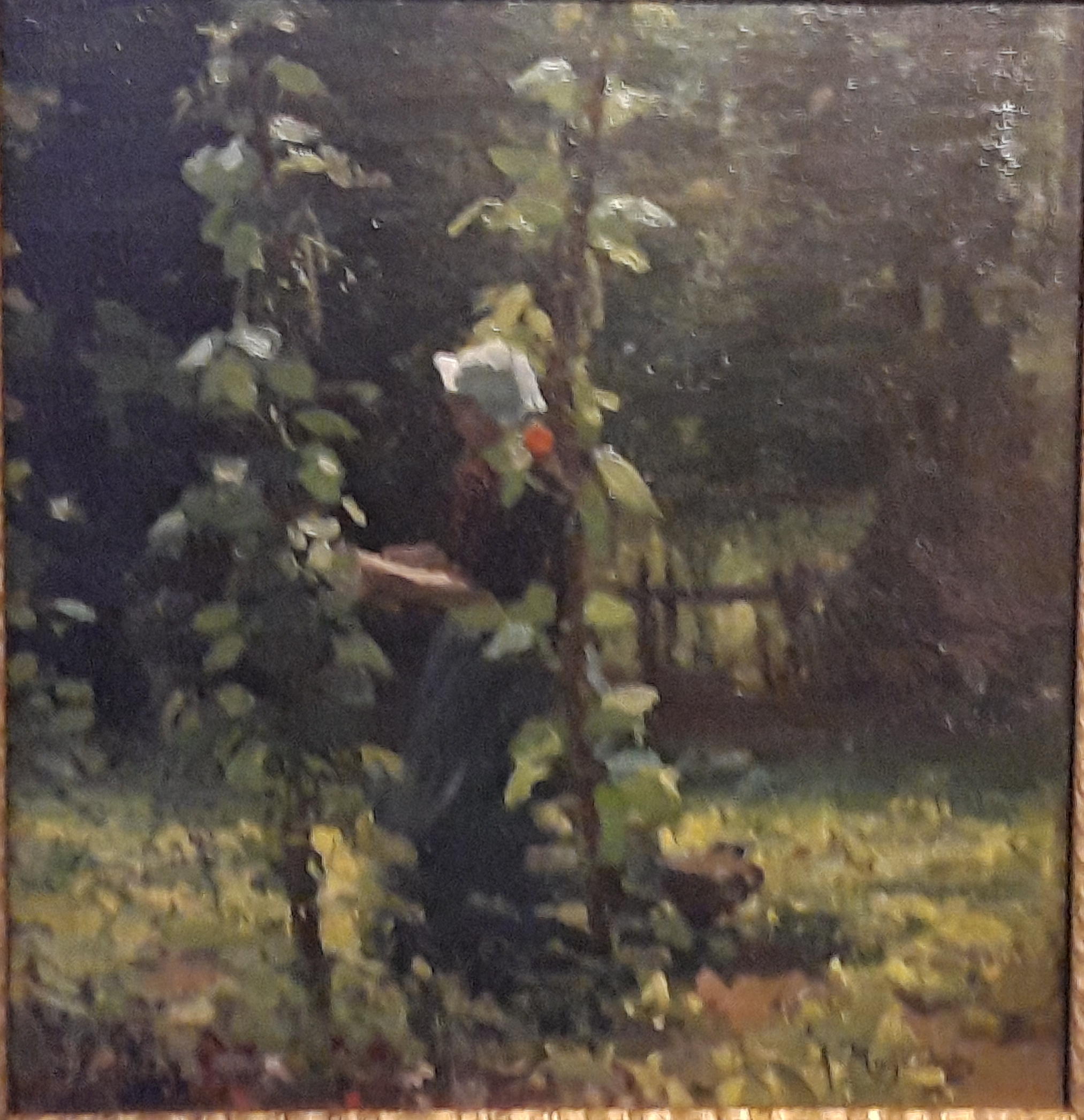
Frau im Gemüsegarten
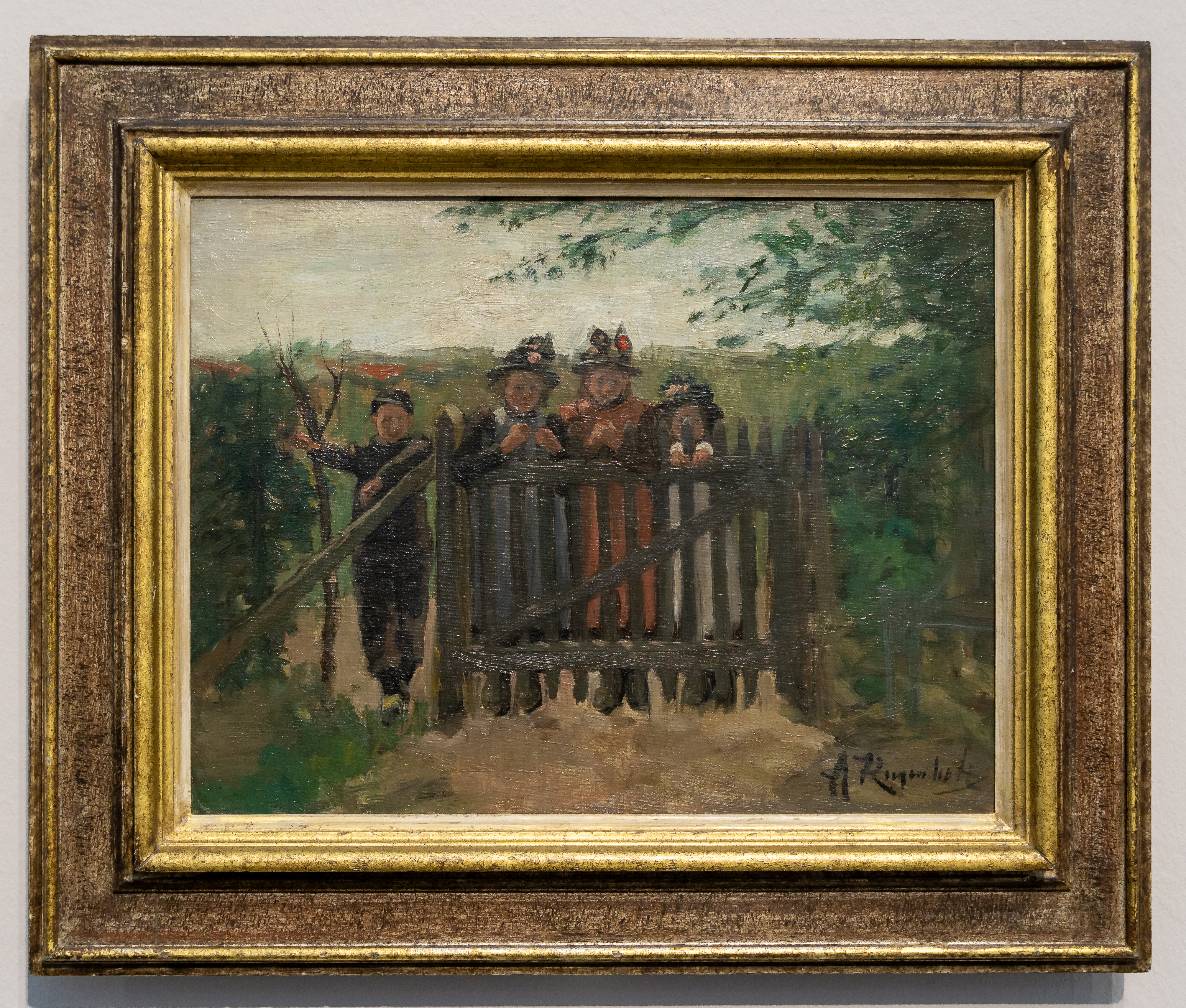
Kinder an einem Zaun
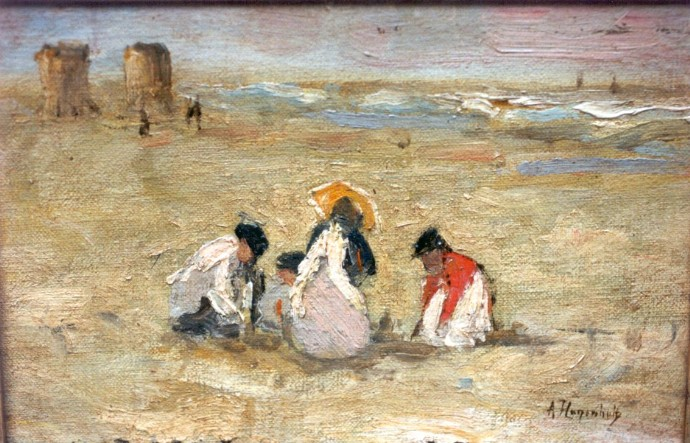
Kinder am Strand
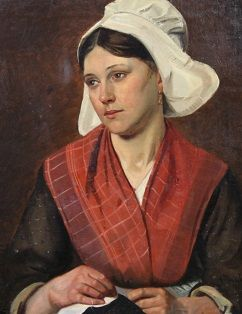
Bäuerin